# ジャスティン・スレイテン
ジャスティン・マイケル・スレイテン（Justin Michael Slaten, 1997年9月15日 - ）は、アメリカ合衆国テキサス州ロングビュー出身のプロ野球選手（投手）。右投右打。MLBのボストン・レッドソックス所属。

## 経歴

### プロ入りとレンジャーズ傘下時代
2019年のMLBドラフト3巡目（全体86位）でテキサス・レンジャーズから指名されプロ入り。契約後、傘下のルーキー級アリゾナリーグ・レンジャーズでプロデビュー。A-級スポケーン・インディアンスでもプレーし、2チーム合計で11試合（先発10試合）に登板して0勝2敗、防御率6.06、22奪三振を記録した。
2020年はCOVID-19の影響でマイナーリーグの試合が開催されなかったため、公式戦の登板は無かった。
2021年はA+級ヒッコリー・クロウダッズでプレーし、20試合（先発19試合）に登板して4勝8敗、防御率6.01、110奪三振を記録した。
2022年はルーキー級アリゾナ・コンプレックスリーグ・レンジャーズとAA級フリスコ・ラフライダーズでプレーし、2チーム合計で26試合（先発5試合）に登板して1勝6敗、防御率6.79、66奪三振を記録した。
2023年はAA級フリスコとAAA級ラウンドロック・エクスプレスでプレーし、2チーム合計で40試合（先発1試合）に登板して5勝3敗2セーブ、防御率2.87、86奪三振を記録した。オフにはアリゾナ・フォールリーグに参加し、サプライズ・サグアロスに所属した。

### レッドソックス時代
2023年12月6日にルール・ファイブ・ドラフトでニューヨーク・メッツから指名されるも、同日中にライアン・アモンズとのトレードで、ボストン・レッドソックスへ移籍した。
2024年の開幕はメジャーで迎え、3月30日のシアトル・マリナーズ戦でメジャーデビューを果たした。この年メジャーでは44試合に登板して6勝2敗2セーブ、13ホールド、防御率2.93、58奪三振を記録した。

## 投球スタイル
投球の約4割にカッターを用いており、次いでフォーシームとスイーパーを投げる。

## 詳細情報

### 年度別投手成績
| 年 度    | 球 団    | 登 板 | 先 発 | 完 投 | 完 封 | 無 四 球 | 勝 利 | 敗 戦 | セ 丨 ブ | ホ 丨 ル ド | 勝 率 | 打 者 | 投 球 回 | 被 安 打 | 被 本 塁 打 | 与 四 球 | 敬 遠 | 与 死 球 | 奪 三 振 | 暴 投 | ボ 丨 ク | 失 点 | 自 責 点 | 防 御 率 | W H I P |
| -------- | -------- | ----- | ----- | ----- | ----- | -------- | ----- | ----- | -------- | ----------- | ----- | ----- | -------- | -------- | ----------- | -------- | ----- | -------- | -------- | ----- | -------- | ----- | -------- | -------- | ------- |
| 2024     | BOS      | 44    | 0     | 0     | 0     | 0        | 6     | 2     | 2        | 13          | .750  | 224   | 55.1     | 47       | 4           | 9        | 0     | 2        | 58       | 4     | 0        | 21    | 18       | 2.93     | 1.01    |
| MLB：1年 | MLB：1年 | 44    | 0     | 0     | 0     | 0        | 6     | 2     | 2        | 13          | .750  | 224   | 55.1     | 47       | 4           | 9        | 0     | 2        | 58       | 4     | 0        | 21    | 18       | 2.93     | 1.01    |

- 2024年度シーズン終了時

### 背番号
- 63（2024年 - ）